# Suni

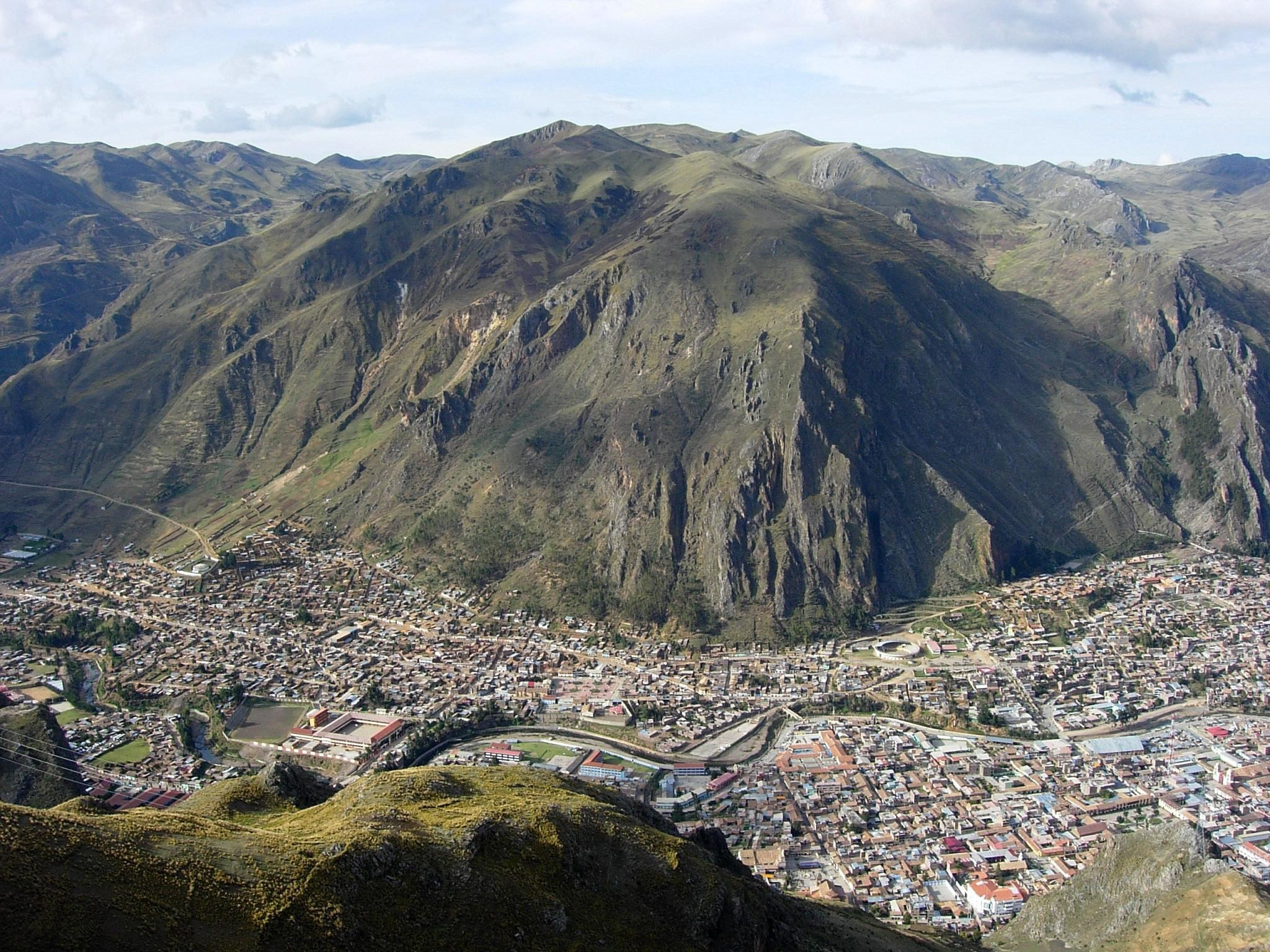
Panorámica de Huancavelica, Perú.

La región Suni (del quechua, "ancho, amplio, alto") a veces llamada Jalca (del quechua sallqa, "silvestre, salvaje, tierra desierta") es, según Javier Pulgar Vidal, una región natural de los Andes peruanos que se ubica entre los 3,500 m s. n. m. y los 4,000 m s. n. m. El término más aceptado es Suni, ya que Jalca se usa esencialmente para referirse a los ecosistemas de páramo del norte peruano.
El lago Junín le debe su nombre ya que deriva de Suni. Es una región altoandina prepuneña que constituye la zona límite de la agricultura. Sus cultivos se denominan secano.

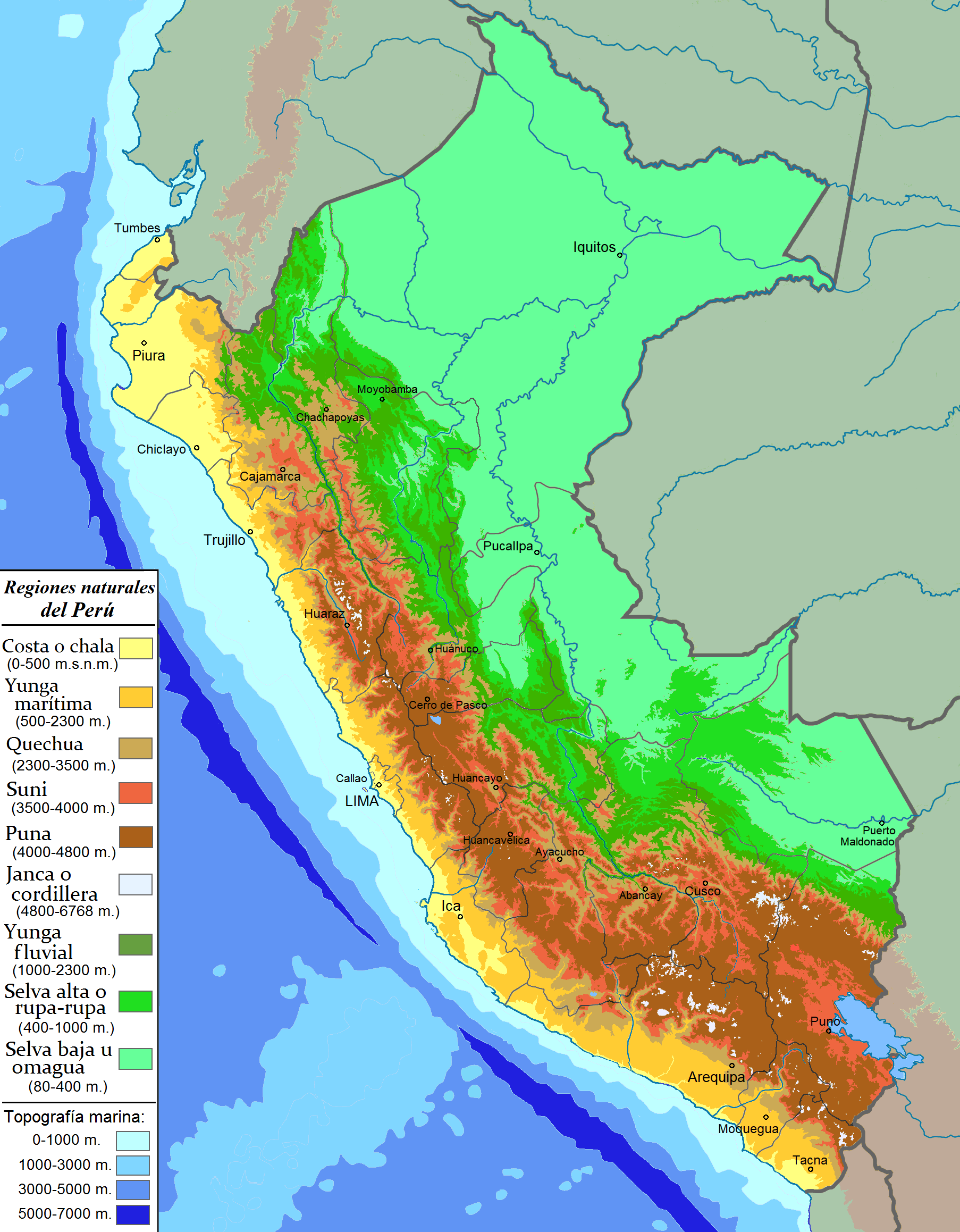
Mapa de la región Suni graficada en color rojo.

Principales ciudades: A lo largo de esta región podemos encontrar en el Perú, centros urbanos como:
- Puno (3,827 m s. n. m.)
- Juliaca (3,824 m s. n. m.)
- Huancavelica (3,667 m s. n. m.)
- Sicuani (3,546 m s. n. m.)
- La Oroya (3,712 m s. n. m.)
- Castrovirreyna (3,947 m s. n. m.)

Y en Bolivia, las ciudades de La Paz (3,660 m s. n. m.) de más de un millón de habitantes, Oruro (3,718 m s. n. m.), Potosí (3,917 m s. n. m.), Uyuni (3,677 m s. n. m.) se encuentran en esta región suni. Cabe destacar que la ciudad de El Alto (4,100 m.s.n.m.) también de más de un millón de habitantes se encuentra más arriba, en la región Puna (de 4,000 a 4,800 m.s.n.m.). 
Flora: Crecen el sauco, la cantuta, cola de zorro, wiñay wayna (quechua, "juventud eterna", una variedad de orquídea). Se cultiva mashua, quinua, maca, cañihua o cañagua, achis, olluco, haba, oca y tarwi.
Fauna: Destacan, zorros,pájaro carpintero, vizcachas, zorrillos o añas, venados, cuyes, osos, zorzal negro o yana yuquish, sapos, dominick o arge, gavilanes o anca, cóndor, puma. La trucha es característica en las lagunas.
Clima: Es frío o subalpino, con gran sequedad ambiental y precipitaciones estacionales de lluvia y granizo, especialmente en verano. La temperatura media anual varía entre 7 y 11 °C aproximadamente.